# Euryalos
Euryalos – w mitologii greckiej syn Mekisteusa, uczestnik wyprawy Argonautów, epigonów przeciw Tebom i wojny trojańskiej.